# 国際法曹協会
国際法曹協会（こくさいほうそうきょうかい、英: International Bar Association, IBA）は世界各国の弁護士団体が加盟する国際組織。国際弁護士会、国際弁護士協会との訳もある。

## 概要
IBAは1947年（昭和22年）2月17日、34カ国・地域の弁護士会によりニューヨークで設立された任意団体。本部はイギリスのロンドン、国際支部は韓国ソウル、ブラジルのサンパウロ、米国のワシントンD.C.に置かれており、現在は世界200を超える国・地域の8万人の弁護士が加盟している。
汚職防止委員会や地域別の委員会など80近くの委員会が設けられており、会員が参加できる。

## 提携団体
- 国連総会（UNGA）と国連経済社会理事会（ECOSOC）では、1947年から特別顧問機関の地位を持っている.[2]。
- 経済協力開発機構（OECD）とは、2012年10月、経済外交の強化について協力する提携をした[3][4]。

- OECD及び国連薬物犯罪事務所（UNODC）では、法曹汚職防止のイニシアチブである法律専門家のための汚職防止戦略プログラムで提携している[5][6]
- 国際会計士連盟（IFAC）及び国際使用者連盟（IOE）との提携も行っている[7][8]。

## 組織

### 部門
法律実務部（LPD）及び公共専門支援部（PPID）の二部門あり、各部に細分化された分野毎の委員会やフォーラムがあり、国際法務実務関連書籍を発行している。
PPIDが2004年に設けた弁護士会問題委員会（BIC）は世界の弁護士会の代表者で構成されている. 。また人権研究所（IBAHRI）は、1995年にネルソン・マンデラ名誉会長時代に設けられたもので、特に司法の独立及び公正な裁判を受ける権利の推進・維持について、さまざまなプロジェクトに取り組んでいる。

### 活動グループ・暫定グループ
- 法の支配の活動グループ[14]

- 経済危機に関する暫定グループ[15]

- テロリズムに関する暫定グループ[16]

## 社会との関わり

### ガイドラインの設置
IBAは国際法務実務関連の規範やガイドラインを発行している。1999年採択（2010年改訂）の「国際仲裁における証拠調べに関するIBA規則」（The IBA Rules on the Taking of Evidence in International Arbitration）は、国際商事仲裁の際に使用されることがある。
その外、国際仲裁における利益相反に関するIBAガイドライン、国際仲裁条項の起草に関するIBAガイドライン、法律専門家の行動に関するIBA原則（2011年）も発行した。

### 国際優秀女性弁護士賞の表彰
レクシスネクシスの出資により、2年毎に国際優秀女性弁護士賞を発行している。

### 声明
2020年、国連の対女性暴力特別報告者として、女性に対するレイプは性別に基づく組織的な犯罪であり深刻な人権侵害である旨の理由と状況を報告した。国連加盟国すべてに向け、レイプ活動の人道に対する罪としての犯罪化と訴追責任、また国際刑事裁判所ローマ規程の批准を含め20項目の勧告をした。
2023年3月、IBAはロシアによる2022年のウクライナ侵攻を非難し、これを戦争犯罪として訴追することの必要性を訴えた。このことで元会員のウクライナの検事総長とは、侵略その他の国際犯罪の訴追を確実にするための協力に関する覚書に署名した。
2023年10月にはハマスによるイスラエル攻撃を改めて非難し、続くパレスチナ・イスラエル戦争におけるイスラエル人の誘拐は人権法・人道法に反する重大な犯罪である旨を声明した
一方で、イスラエルの反撃は、パレスチナ民間人に危害を与えない軍事行動の区別・比例性原則の法的遵守を明確に保証すべきである旨を述べた。また、その後の12月にはイスラエルの無差別・不均衡な攻撃を非難し即時停戦を呼び掛け、イスラエル軍がパレスチナ人への救援物資供給を「2カ月間に渡り意図的に遮断している」旨を指摘している。

## メンバー

### 歴代会長
- 2015-2017: David W. Rivkin,  アメリカ合衆国
- 2013-2014: マイケル・レイノルズ,、 イギリス [27][28]
- 2011-2012: 河村明、 日本
- 2009-2010: Fernando Pelaez-Pier,  ベネズエラ
- 2007-2008: Fernando Pombo,  スペイン
- 2005-2006: Francis Neate,  イギリス
- 2003-2004: Emilio Cardenas,  アルゼンチン
- 2001-2002: Dianna Kempe,  バミューダ
- 1999-2000: Klaus Böhlhoff,  ドイツ
- 1997-1998: Desmond Fernando,  スリランカ

### 著名な会員
- アンドリー・コスティン（英語版） - 元会員でウクライナの検事総長（2022年7月から在任）。ウォロディミル・ゼレンスキー大統領の指名による。